# Elisabeta Lipă
Elisabeta Lipă, née le 26 octobre 1964 à Siret (Suceava) sous le nom d’Elisabeta Oleniuc, est une ancienne athlète roumaine pratiquant l'aviron. Elle est la rameuse la plus décorée de toute l'histoire des Jeux olympiques, avec cinq médailles d'or, deux d'argent et une de bronze, en six participations aux Jeux. 
Lipă a remporté l'or olympique pour la première fois à dix-neuf ans, lors des Jeux olympiques de 1984 à Los Angeles. Elle y fait équipe avec Marioara Popescu et remporte l'épreuve du deux de couple. Lors des Jeux de 1988, toujours en deux de couple, elle obtient la médaille d'argent avec Veronica Cogeanu. Les deux filles disputent également l'épreuve du quatre en couple sans barreur, où elles récoltent le bronze. Ce sont les seuls jeux où Elisabeta Lipă n'a pas gagné l'or.

## Carrière sportive

### Palmarès

#### Jeux olympiques d'été
- Jeux olympiques de 1984 à Los Angeles,  États-Unis
  -  Médaille d'or dans la catégorie deux de couple
- Jeux olympiques de 1992 à Barcelone,  Espagne
  -  Médaille d'or dans la catégorie skiff
- Jeux olympiques de 1996 à Atlanta,  États-Unis
  -  Médaille d'or dans la catégorie huit avec barreur
- Jeux olympiques de 2000 à Sydney,  Australie
  -  Médaille d'or dans la catégorie huit avec barreur
- Jeux olympiques de 2004 à Athènes,  Grèce
  -  Médaille d'or dans la catégorie huit avec barreur
- Jeux olympiques de 1988 à Séoul,  Corée du Sud
  -  Médaille d'argent dans la catégorie deux de couple
- Jeux olympiques de 1992 à Barcelone,  Espagne
  -  Médaille d'argent dans la catégorie deux de couple
- Jeux olympiques de 1988 à Séoul,  Corée du Sud
  -  Médaille de bronze dans la catégorie quatre de couple

### Distinctions
La Médaille Thomas-Keller 2008 lui a été attribuée lors de la 2e étape de Coupe du monde d'aviron 2008, disputée à Lucerne.

## Carrière politique
Entre novembre 2015 et janvier 2017, elle est ministre de la Jeunesse et des Sports, au sein du gouvernement Cioloș.